# Petr Maťa
Petr Maťa (* 30. září 1973, Praha) je český historik. Zabývá se především dějinami habsburské monarchie. Vystudoval historii na Filozofické fakultě Univerzity Karlovy (1997), roku 2005 zde získal titul Ph.D. Působí na Vídeňské univerzitě (docent 2021) a Univerzitě v Klagenfurtu, zároveň pracuje také v Rakouské akademii věd. Za knihu Svět české aristokracie (1500—1700) získal roku 2005 cenu Magnesia Litera za naučnou literaturu.